# ジョナ (全アメリカ府主教)

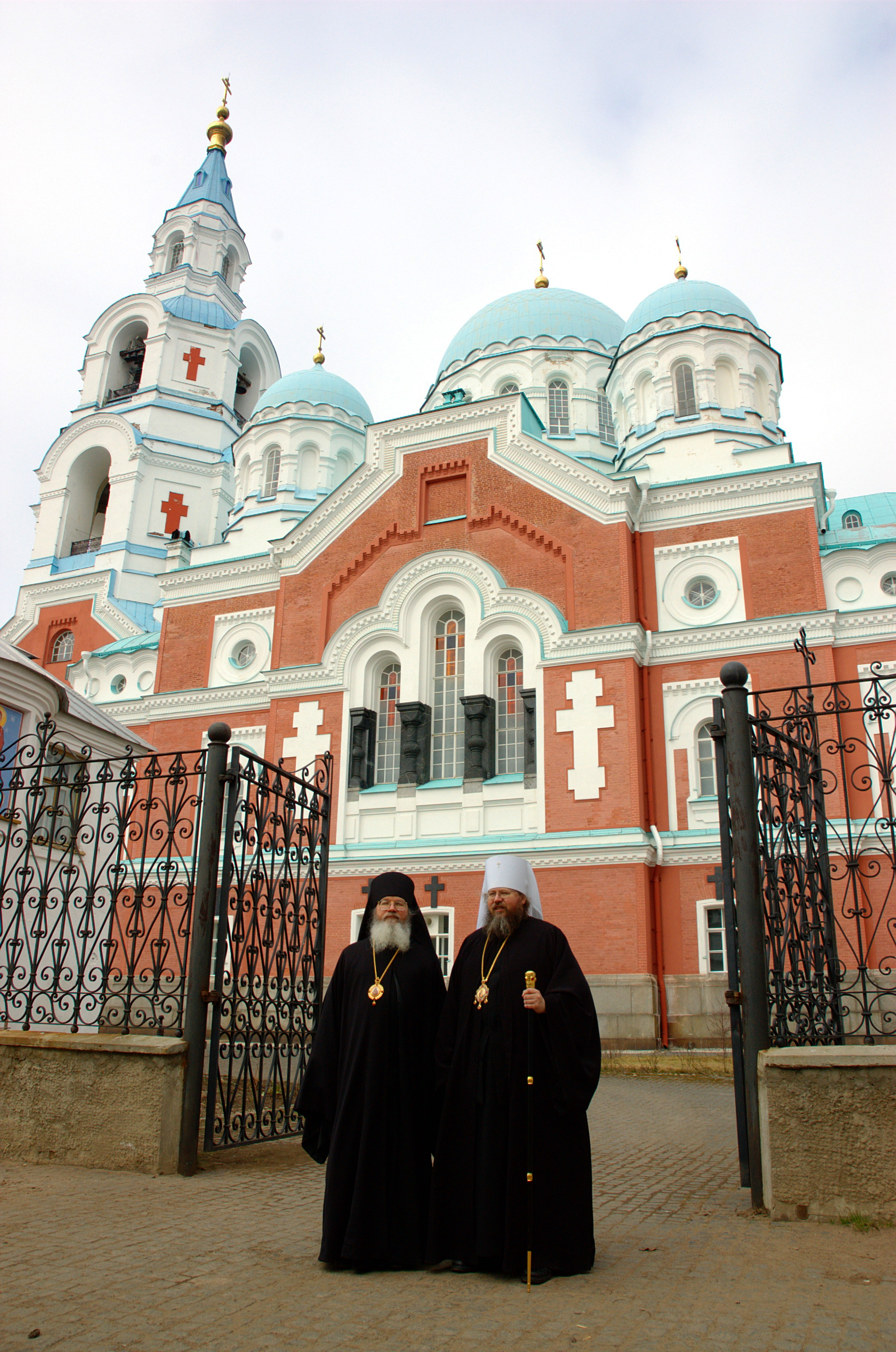
ヴァラーム修道院にて、当地のパンクラティ主教と。ヨナ府主教はロシア滞在中、この修道院で修行していたことがある。

ジョナ（修道誓願前の姓：パフハウゼン、英語: Jonah (Paffhausen)、1959年 - ）は、アメリカ正教会の主教。2008年から2012年まで、アメリカ正教会の首座主教たる府主教であった。ヨナは日本正教会ではイオナとも表記される。

## 略歴
- シカゴに生まれ、米国聖公会で洗礼を受ける。
- 1978年　正教徒となる。
- 聖ウラジーミル神学校（Saint Vladimir's Orthodox Theological Seminary）で学ぶ。
- 1994年　輔祭に叙聖。ほどなくして司祭に叙聖。
- 1995年　聖ティーホン修道院で修道誓願。修道司祭となる。その後、カリフォルニアで修道院の設立の任務に従事する。
- 2008年春　アメリカ正教会聖シノドの決定により掌院に昇叙される。
- 同年11月1日　主教に叙聖。
- 同年12月　アメリカ正教会の首座主教たる府主教に着座。
- 2009年11月　人間の生命の尊厳、結婚の神聖、良心と信仰の自由を守ることをうたったマンハッタン宣言に署名。
- 2012年1月5日　アメリカ正教会の主教として、初めて在外ロシア正教会の聖堂で聖体礼儀を司祷[1]
- 2012年7月8日　首座主教を辞任[2]。